# IC 4539
IC 4539 ist eine Spiralgalaxie vom Hubble-Typ Sbc im Sternbild  Corona Borealis am Nordsternhimmel. Sie ist schätzungsweise 826 Millionen Lichtjahre von der Milchstraße entfernt und hat einen Durchmesser von etwa 95.000 Lj.
Das Objekt wurde am 23. Juni 1903 von Stéphane Javelle entdeckt.